# كريستيان ألتاميرانو
كريستيان ألتاميرانو (بالإسبانية: Christian Altamirano)‏ هو لاعب كرة قدم هندوراسي، ولد في 26 نوفمبر 1989 في سان بيدرو سولا في هندوراس. لعب مع Deportes Savio F.C. ‏.

## وصلات خارجية
- كريستيان ألتاميرانو على موقع قاعدة بيانات كرة القدم.إي يو (الإنجليزية)
- كريستيان ألتاميرانو على موقع ناشيونال فوتبول تيمز (الإنجليزية)
- كريستيان ألتاميرانو على موقع Soccerway.com (الإنجليزية)